# Michaił Weltman
Michaił Łazariewicz Weltman, pseud. Michaił Pawłowicz Pawłowicz (ros. Михаил Лазаревич Вельтман (Михаил Павлович Павлович), ur. 25 marca 1871 w Odessie, zm. 19 czerwca 1927) – radziecki publicysta, orientalista i polityk.

## Życiorys
W latach 90. XIX wieku związał się z ruchem rewolucyjnym w Rosji. W 1898 wstąpił do nowo powstałej SDPRR, po II Zjeździe SDPRR i rozłamie w partii przyłączył się do mienszewików. W 1907 wyemigrował do Paryża, gdzie prowadził pracę partyjną, literacką i propagandową, podczas I wojny światowej zajął pozycję internacjonalistyczną, a w przeddzień rewolucji październikowej wrócił do Rosji. W 1918 wstąpił do RKP(b), w latach 1919-1923 był członkiem Ludowego Komisariatu do spraw Narodowości, jednocześnie w latach 1919-1920 pełnomocnikiem Rewolucyjnej Rady Wojskowej na Froncie Południowym, w 1920 na Zjeździe Narodów Wschodu został wybrany w skład Rady Działania i Propagandy. Od 1921 kierownik Wszechrosyjskiego Naukowego Towarzystwa Orientalistyki, pierwszy rektor Moskiewskiego Instytutu Orientalistyki. Autor wielu prac poświęconych problemom imperializmu (m.in. "Imperializm", Leningrad 1925), historii ruchu narodowowyzwoleńczego w krajach Wschodu (o rewolucjach chińskiej i irańskiej), działalności ruchu narodowowyzwoleńczego w Turcji na początku XX wieku i działalności partii komunistycznej w Turcji. Pochowany na Cmentarzu Nowodziewiczym w Moskwie.